# گلونی

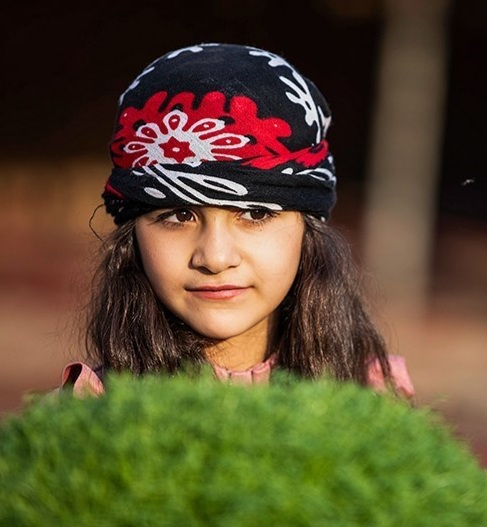
دختری با گلونی در خرم‌آباد

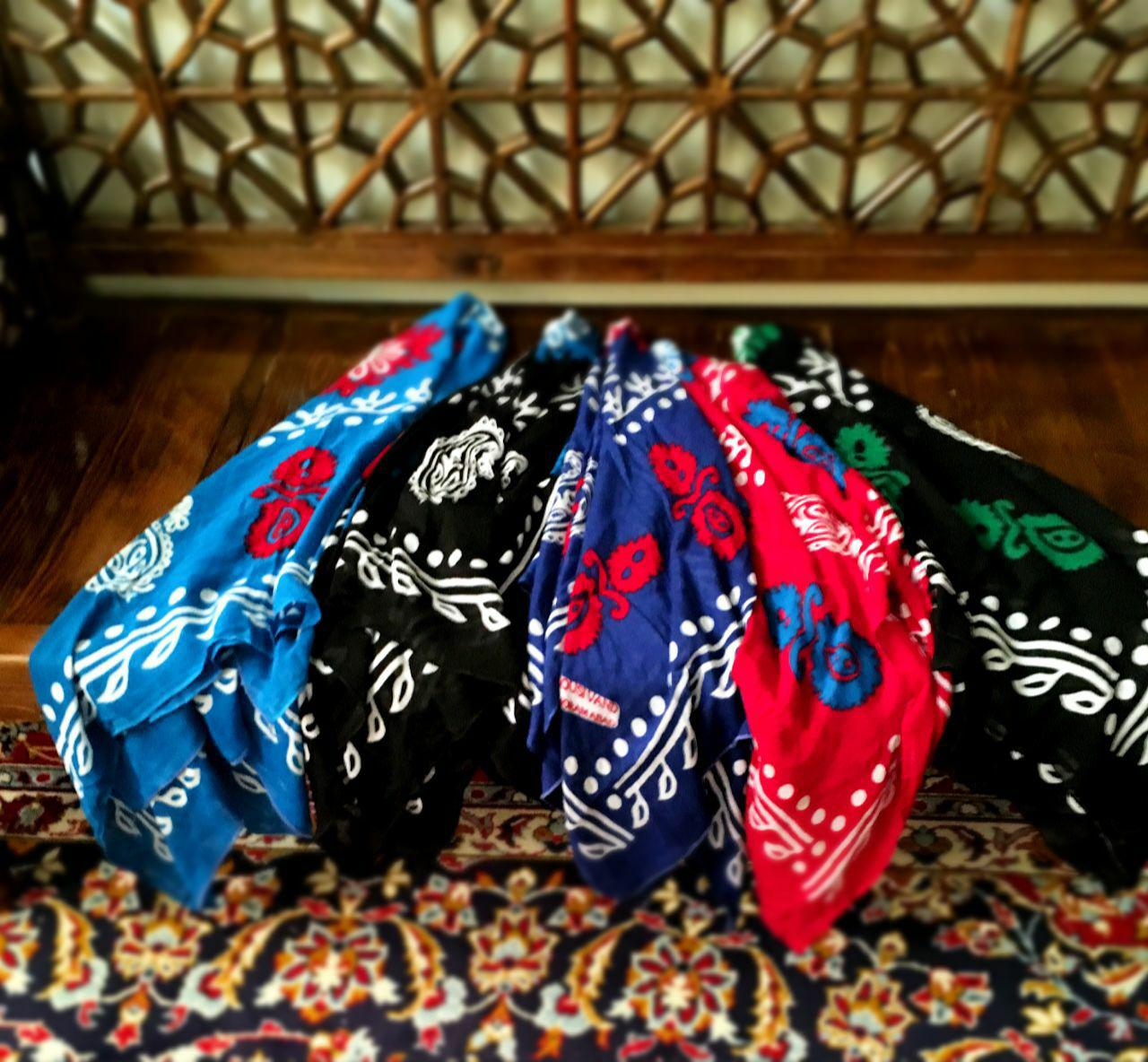
طرحِ گُلوَنی

گُلوَنی، (به لُری: گُلوَنی)، (به لکی: گُلونی، سَروَن و هِراتی)، (به کردی: ھەوری، گُلوَنی) به گونه‌ای سربند و روسریِ مردمان لک، کُرد و لر گفته می‌شود. ریشه این سربند به زنان کاسی باز می‌گردد و ریشه در فرهنگ اصیل ایرانی دارد.
این روسری در زبان فارسی به صورت گُلبَندی تلفظ می‌شود که برگرفته از واژه گُل‌بَدن، نوعی پارچه هندی ابریشمی و لطیف است. گلونی در واقع نوعی تَرهَه (tarā) رنگین است که زنان لر و لک و کُرد  در مراسم جشن و سرور آن را روی تره معمولی می‌بندند.

## کاربرد

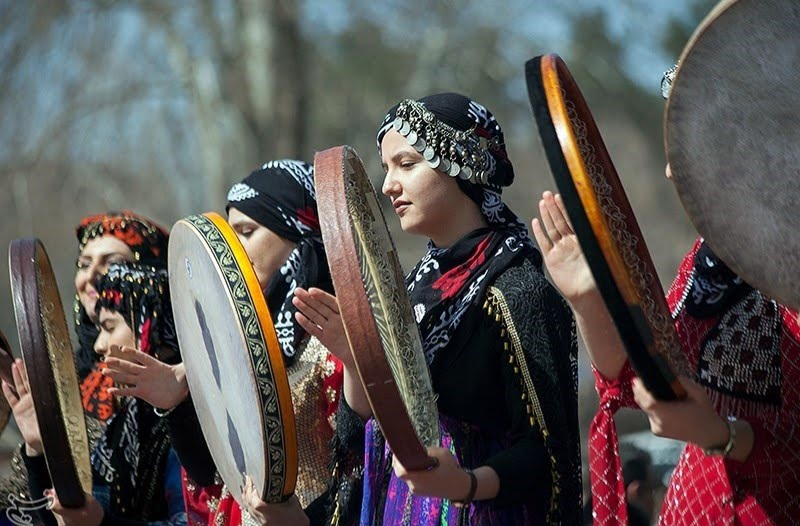
زنان با گلونی در جشن نوروز در طاق بستان کرمانشاه

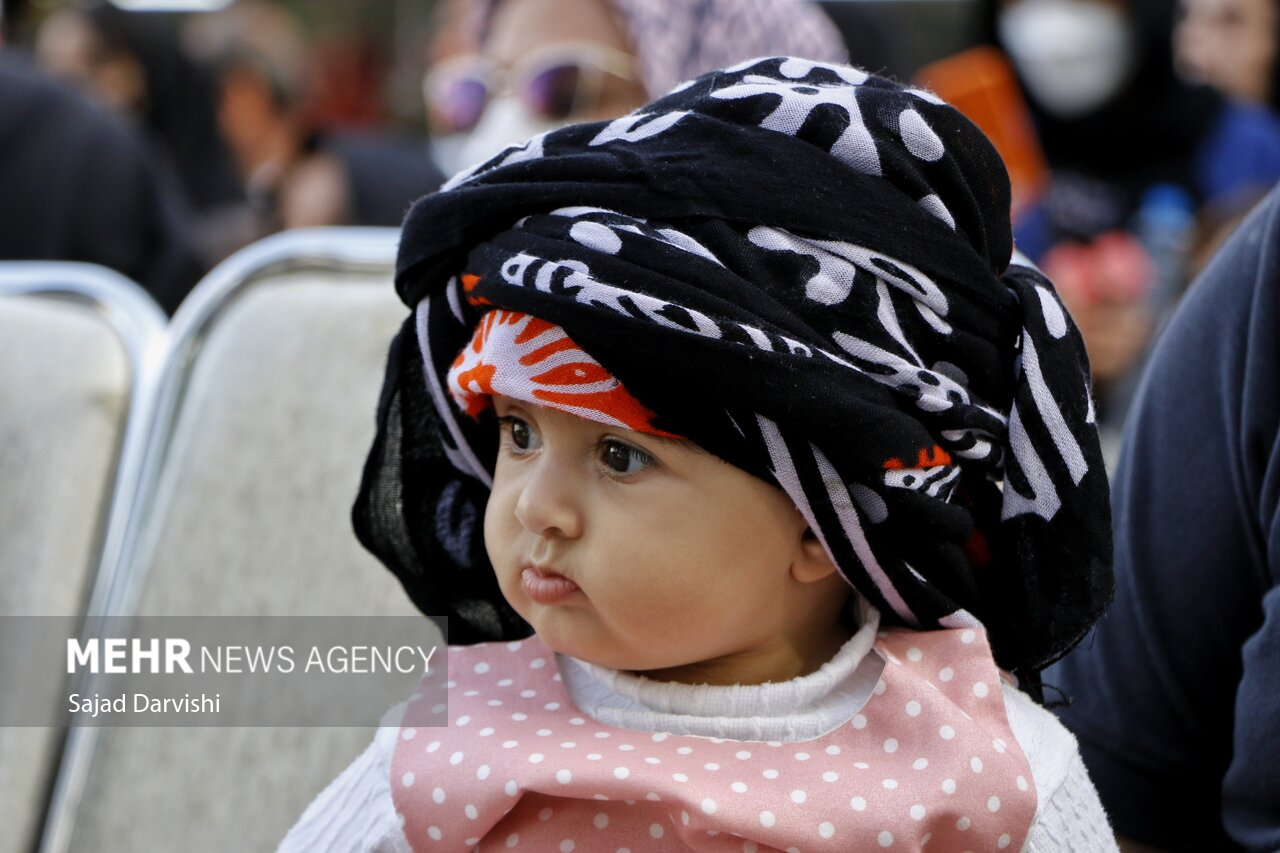
کودکی با گلونی در خرم‌آباد ایران

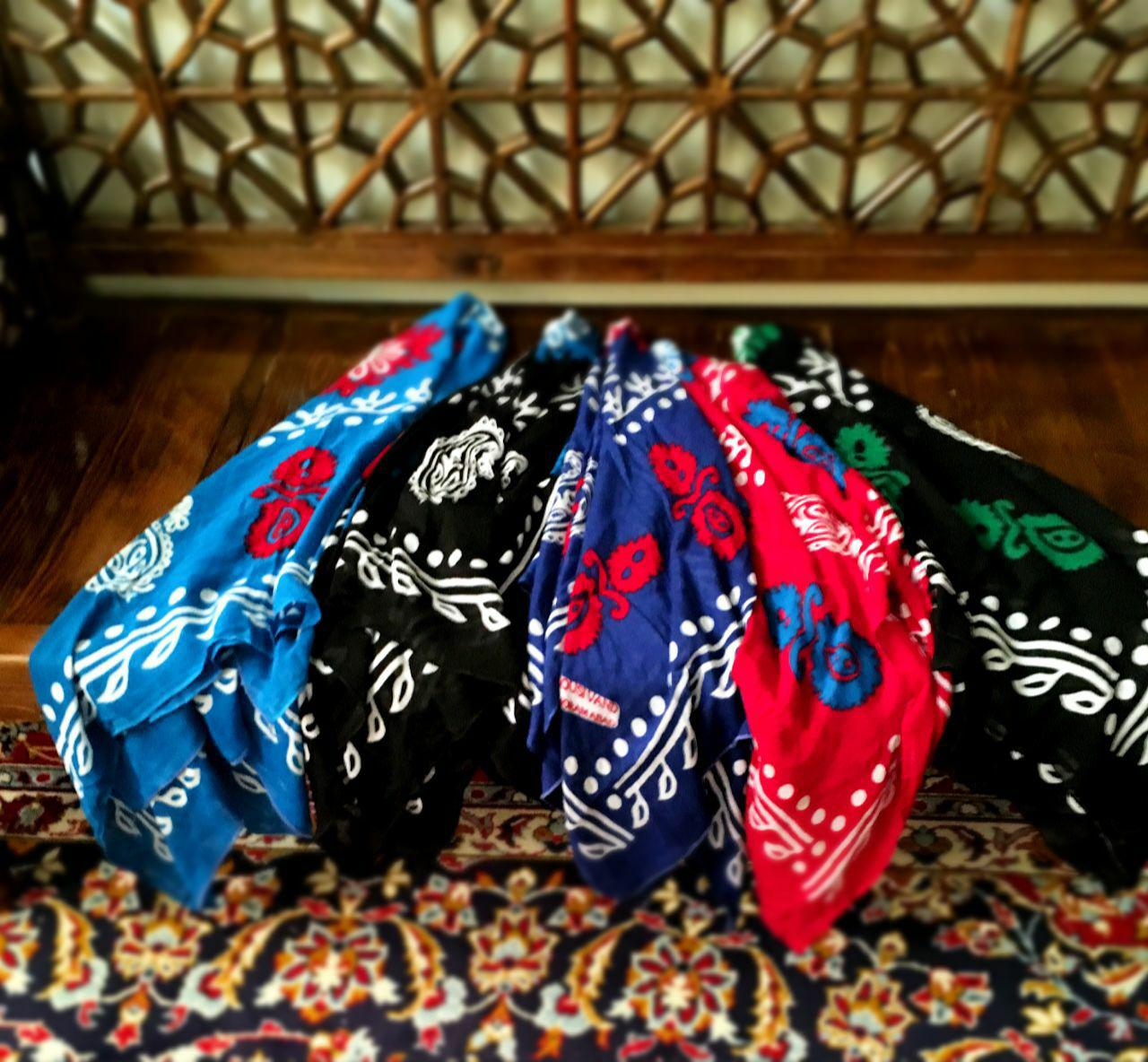
طرحِ گُلوَنی

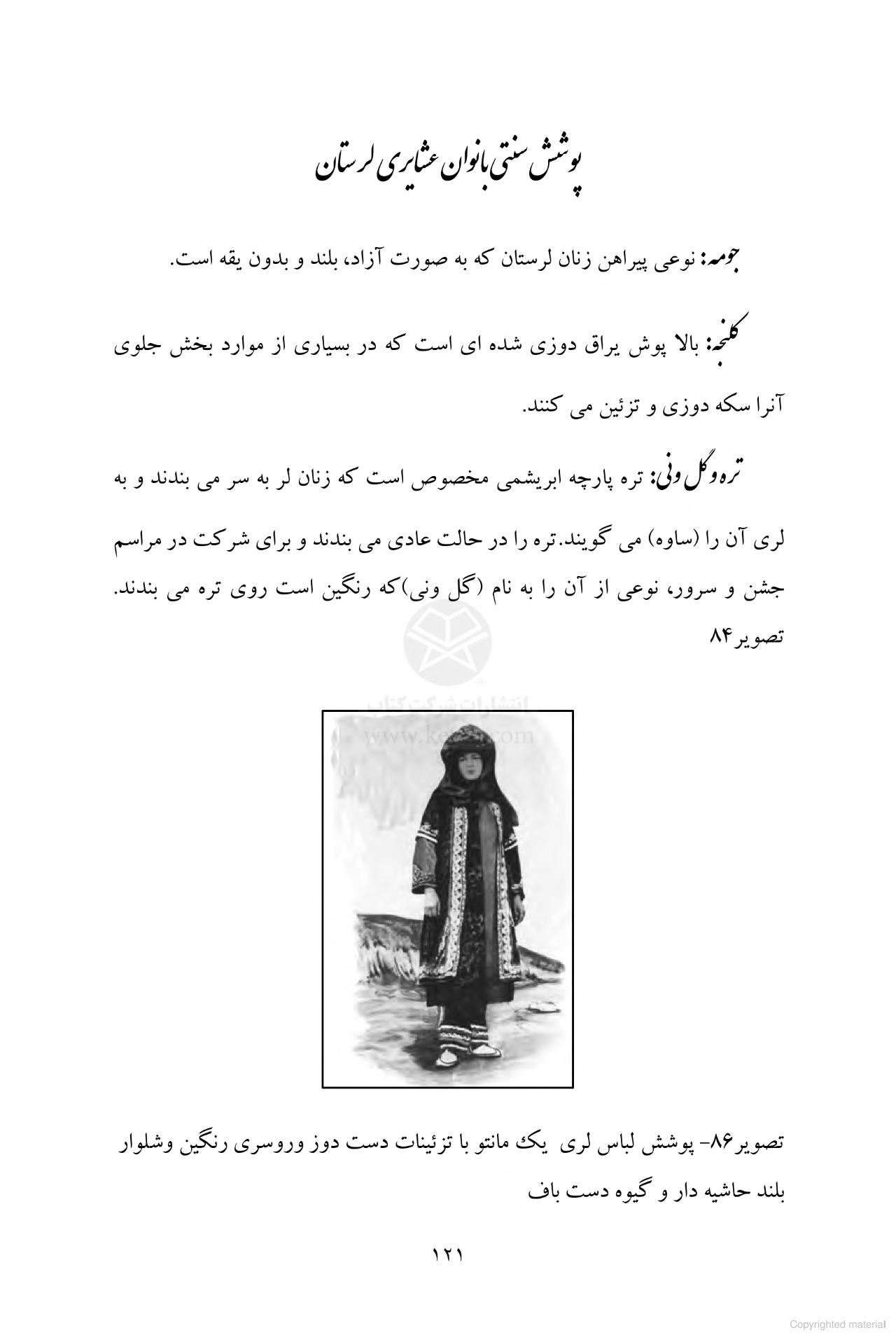
لباس زنان لر

گلونی را زنان لک و لر و کرد در هنگام مراسم شادی استفاده می‌کنند. اما از دوره قاجار به بعد مردان نیز شروع به استفاده از آن کردند. مردان گُلوَنی را دور «شو کلاو» یا همان کلاه لری مرسوم در منطقه لرستان می‌بستند و به گاه مهمانی یا جنگ، به منظور تزیین یا نگهدارنده کلاه از آن استفاده می‌کرده‌اند. زنان لک و لر در زمان گذشته کت و گُلوَنی را باهم می‌پوشیدند به‌طوری‌که کَت را جدا زیر گُلوَنی می‌بستند تا موهای سر به‌خوبی پوشیده و مهارشوند.

## ریشه نام
گُلوَنی نوعی سربند است که از واژه «گلبندی» با تبدیل حرف «ب» به «و» و حذف حرف «د» گرفته شده‌است و به نوعی پارچه ابریشمی رنگین اطلاق می‌شود. در گذشته نوعی پارچه ابریشمی هندی به اسم «گل بدن» که سطح روی آن متشکل از فقط دو رنگ (مثلاً زعفرانی و سیاه) بوده، از هندوستان به ایران وارد می‌شده‌است. واژه گلبدن در فارسی به صورت گلبندی و در زبان لکی و لری به صورت گلونی درآمد. به مرور زمان در بین لرهای فیلی واژه گلونی نه فقط برای پارچه‌های زعفرانی، بلکه برای تمام سربندهای رنگی (غیر سیاه) به کار رفت.

## توصیف
در زبان لکی گلونی به گونه‌ای از سربند یا روسری چهارگوش که معمولاً از جنس ابریشم با نقش‌های سنتی است گفته می‌شود. این پوشش، بخشی از پوشاک مردم لک و لر و کُرد است که زنان  لک و لُر و کُرد به طرز خاصی به سر می‌کنند و دختران نسل جدید از نوع کوچک آن به عنوان روسری استفاده می‌کنند. این روسری یکی از سوغات‌های لرستان است. این سربند در گذشته در لباس مردان هم به کار می‌رفت و به‌طور کلی سربند و دستار از زمان مادها و هخامنشیان در لباس مردان و زنان منطقه ایران استفاده می‌شد. گُلوَنی (Golvani) نوعی سربند است که از واژه «گلبندی» با تبدیل حرف «ب» به «و» و حذف حرف «د» گرفته شده‌است و به نوعی پارچه ابریشمی رنگین اطلاق می‌شود. علیمردان عسکری عالم در کتاب ادبیات شفاهی قوم لُر، گُلوَنی را دستمال بزرگ ابریشمی و رنگارنگی می‌داند که ویژه سربند زنان جوان و دختران لُرستانی است. گاهی مردان هم از آن به عنوان سربند استفاده می‌کنند و آن را دور کلاه نمدی می‌پیچند. کَت و گلونی به همراه شال و ستره از لباس‌های سنتی و محلی لرستان است. در کتاب لُرها هم، به جوه یا جوما اشاره شده‌است و گفته شده که زنان لُر، جامه‌ای بلند می‌پوشند به نام جوه یا جوما که روی آن پیراهنی چاک‌دار و چین‌دار قرار می‌گیرد. آنان سربندی دستار مانند دارند که موها را با آن می‌پوشانند. پوشاک زنان لُر شاد و روشن است و با مهره‌های شیشه‌ای، سکه‌ها و منجوق‌ها تزئین می‌شود. سعید شادابی در کتاب خود به نام فرهنگ مردم لرستان در بخش مربوط به لباس عروس و پوشش زنان عشایر به سرون (Sarvan) اشاره کرده‌است که همان حجاب و پوشش موهای سر و گیسوان عروس به وسیله چارقدهای ظریف و نازک گلدار ابریشمی در رنگ‌های مختلف است. این پوشش به نحو خاصی است زیرا سر عروس را با چند تخته از این چارقدها می‌پوشانند و دنباله آنها را از پشت سر آویزان می‌کنند. همان‌جا توضیح داده شده‌است که گلونی همان سرون‌های رنگی هستند و چارقدهای ساده و بزرگتر که حاشیه‌های رنگی دارد و ریشه دار هستند کت (Kat) نام دارد. در گزارش مردم نگاری شهرستان الشتر آمده‌است که زنان مسن گلونی‌های سیاه به سر می‌کرده‌اند و زنان جوان رنگهای سبز، قرمز، نارنجی، آبی و … را به سر می‌بستند. رشیدی مفرد در گزارش مردم نگاری دورود در بخش سرپوش زنان به «چار گلونی» اشاره می‌کند و می‌نویسد که چارگلونی عبارت است از چهار عدد روسری ابریشمی چهار گوش به ضلع تقریبی ۵/۱ متر و با رنگ زمینه مشکی و حاشیه‌های قرمز، آبی و سبز که زنان مسن و جا افتاده آنها را به هم دوخته و روی سر می‌بستند. لازم است ذکر شود که به شکل کلی بستن سرپوش‌های فوق بر روی سر، سرون sarvan یا ساوه sâwa می‌گویند.

## تاریخچه

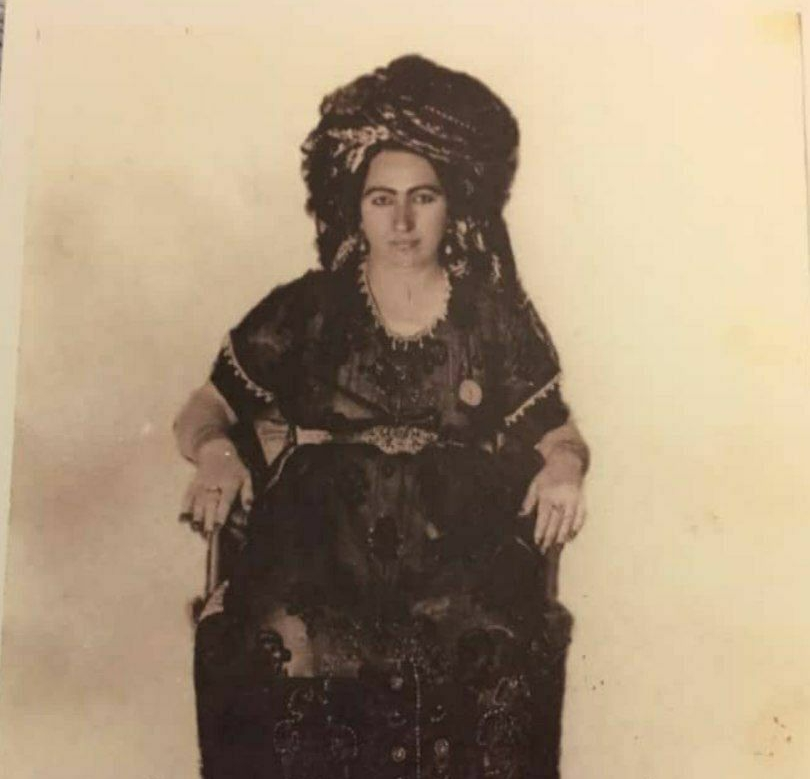
آغا سلطان اسفندیاری نوه ایلخان بزرگ لطفعلی خان بالاوند و همسر غلامرضاخان فیلی والی پشتکوه در زمان ناصرالدین شاه قاجار با سربند لکی گلونی

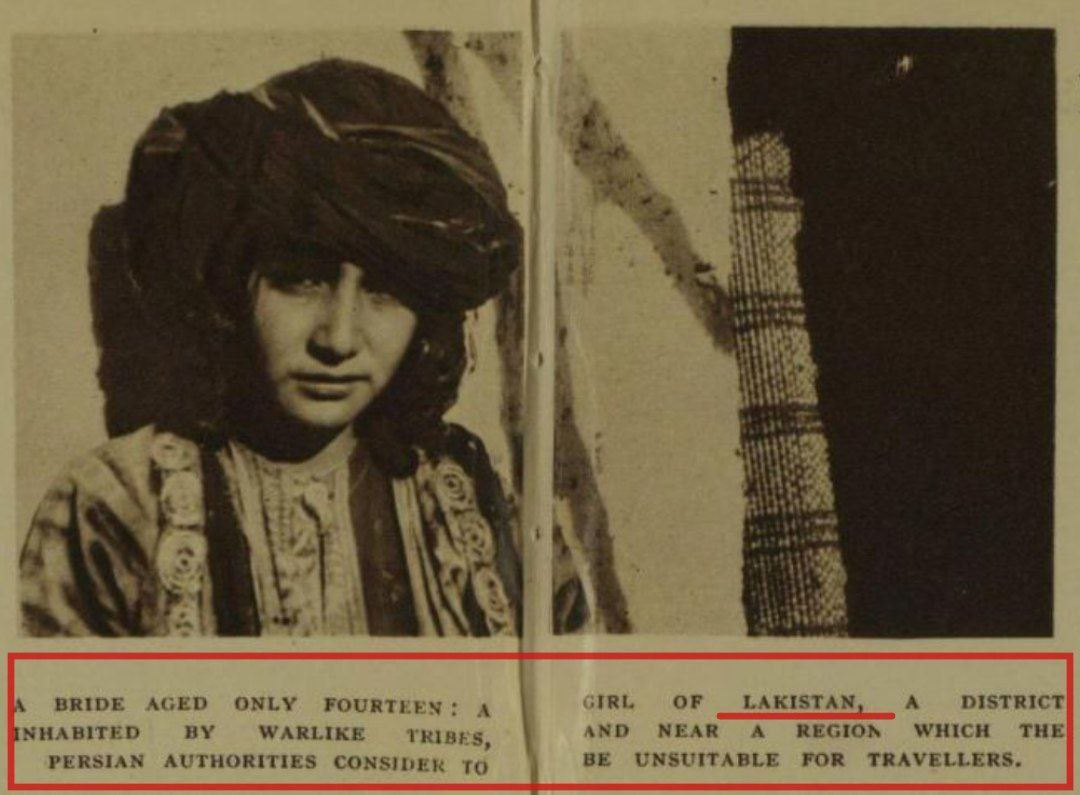
دختر لک با سربند لک گلونی در نشریه «اخبار مصور لندن Illustrated London News» در سال ۱۹۳۲ (۹۳ سال پیش)

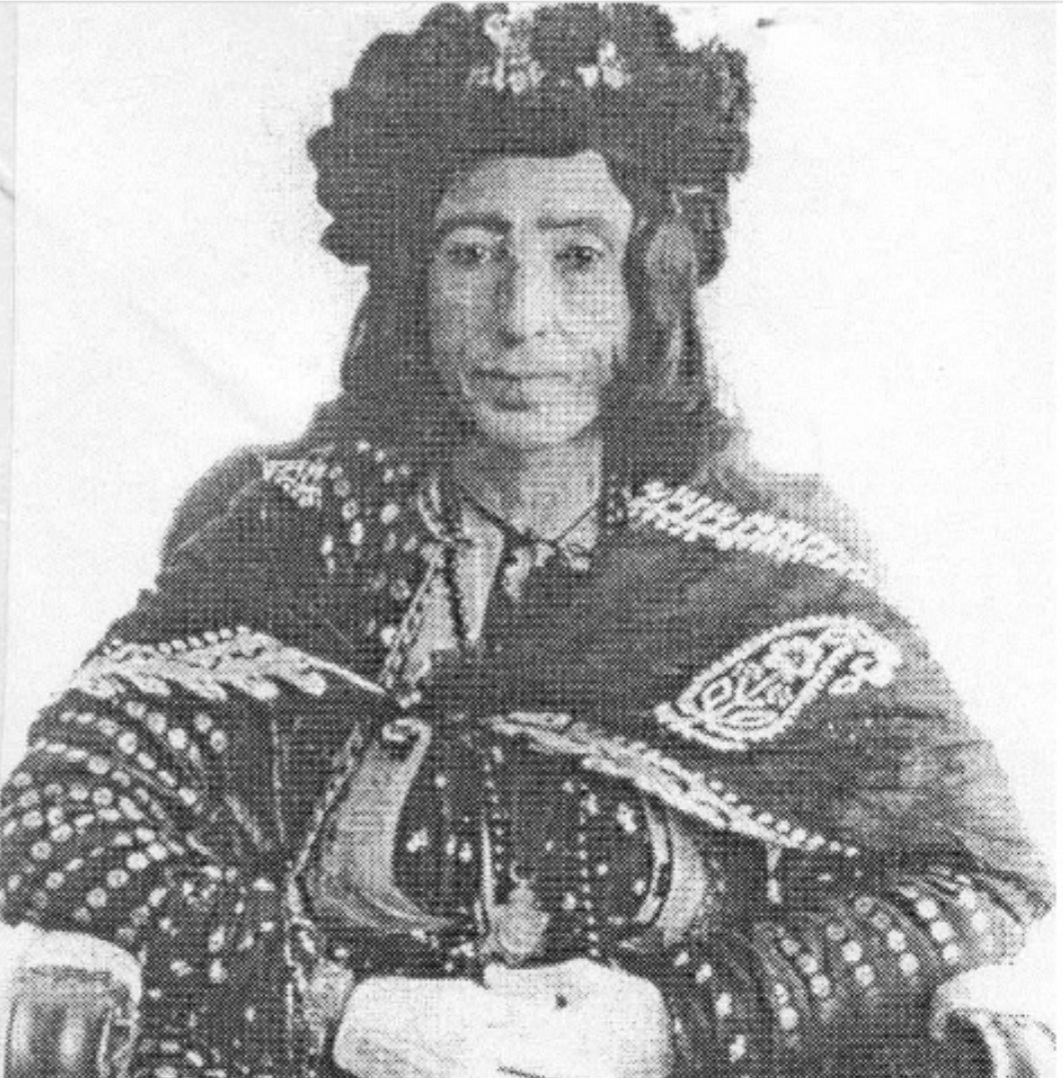
عادله خانم جاف، حاکم حلبچه و شهرزور با گلونی

این سربند در گذشته در لباس مردان هم به کار می‌رفت و به‌طور کلی گفته می‌شود که سربند و دستار «پوششی با سه هزار سال قدمت» است و از زمان مادها و هخامنشیان در لباس مردان و زنان ایران‌زمین استفاده می‌شد. به گفته عطا حسن پور، باستان‌شناس، «بر اساس بیان مورخانی چون هرودت ریشه گُلوَنی به دوره هخامنشیان و دوره ماد برمی‌گردد. براساس شواهد و نوشته‌های تاریخی، سربند از اجزای لباس‌های ایرانی همه ایرانیان، وابسته به آن و جدایی ناپذیر است. دیاکونوف روسی در کتاب تاریخ ماد، پوشش ایرانی را توصیف می‌کند و سربند را در مورد زن و مرد ایرانی، هر دو به کار می‌برد. وجود دستاری به دور سر در نقش برجسته‌های تاریخی تأیید می‌شود. در دوران میلادی و حتی پیش از مادها هم زنان و هم مردان دستار یا همان سربند بر سر دارند. در سالنامه‌های آشوریان نیز می‌بینیم که این دستار هم بر سر زنان و هم بر سر مردان وجود دارد و در توصیف اقوام زاگرس، آشوریان، عیلامی‌ها و مادها از این سربند یاد می‌شود و در میان نقش برجسته‌های به جامانده این سربند به وضوح دیده می‌شود." در حفاری گورستان سه هزار ساله بابا جیلان (باباجان) در غرب شهرستان دلفان انگشتری پیدا شده که روی انگشتر انسانی دوبال از دل خورشیدی بیرون آمده که کفش مادی و شلوار مادی و باشلوق مادی که شبیه مقنعه‌های امروزی بر سر دارد که کلاهی روی آن قرار دارد و دور کلاه دستاری شبیه به گلونی امروزی قرار دارد.
در همان مصاحبه عطا حسن‌پور می‌گوید: «مثلاً در حفاری گورستان عصر آهن (سه هزار ساله) باباجیلان در غرب شهرستان دلفان، دامنه کوه سرکشتی انگشتر مفرغی‌ای به دست آمد که به جای نگین آن، نقش‌کنده‌ای وجود داشت. این نقش‌کنده، نقش یک انسان با دو بال است که از دل خورشید بیرون می‌آید. این نماد را در فرهنگ پیش از تاریخ، با عنوان فَروَهَر یا همان «انسان خدای‌گونه» می‌شناسیم. این نماد شکلی روحانی دارد و لباس بر تن دارد. با نمادشناسی انجام شده روی اندام این نقش، کفش مادی، شلوار مادی و باشلوق مادی یعنی سربندی که مانند کلاه دور سر قرار می‌گیرد مشخص شده‌اند. این سربند همچون مقنعه‌های امروزی گوش، گردن و سینه را می‌پوشاند. روی این باشلوق مادی، کلاهی قرار دارد و دور کلاه دستاری شبیه گلونی‌های امروزی قرار گرفته‌است. این نماد یکی از قدیمی‌ترین نمادها در لرستان به‌شمار می‌آید و در مجموع مرد را با جنبه الوهیت او و دستاری به سر آن هم شبیه گلونی نشان می‌دهد. همچنین چندین نمونه مفرغ‌های دیگر در لرستان به دست آمده‌است که تصاویر مرد و همچنین زن را با سربند و دستار نشان می‌دهد و بیشتر مورخان در توصیف‌هایشان از پوشش اقوام ایرانی به این دستار یا همان سربند اشاره واضح و مشخص داشته‌اند. در دوره‌های متاخر نیز کاربرد گُلوَنی شکل رایج‌تری پیدا می‌کند و به عنوان مثال در در دوره قاجار در عکس‌های گرفته شده مردان با پوشش گُلوَنی دیده می‌شوند. مردان گلونی را دور «شو کلاو» یا همان کلاه لریانی مرسوم در منطقه لرستان می‌بستند و به گاه مهمانی یا جنگ، به منظور تزیین یا نگهدارنده کلاه از آن استفاده می‌کرده‌اند. در نقش آناهیتا بر روی یک پلاک گچبری در محوطه برزقباله لرستان، آناهیتا درست مانند زنان لر، سربندی به دور سر بسته‌است و گیسوان بافته و طناب پیچش از زیر آن هویداست. همچنین در دوران ساسانی نمونه‌ای از سربند دیده می‌شود که بسیار شبیه گلونی امروزی لرستان است.» در گزارش مردم نگاری خرم‌آباد نیز به پوشیدن گلونی توسط مردان هم اشاره شده‌است و از آن به صورت سرپوشی از جنس ابریشم یاد شده که مردان در مراسم شادی و سرور روی کلاه نمدی به دور سر می‌پیچیدند.

## ثبت ناملموس ملی

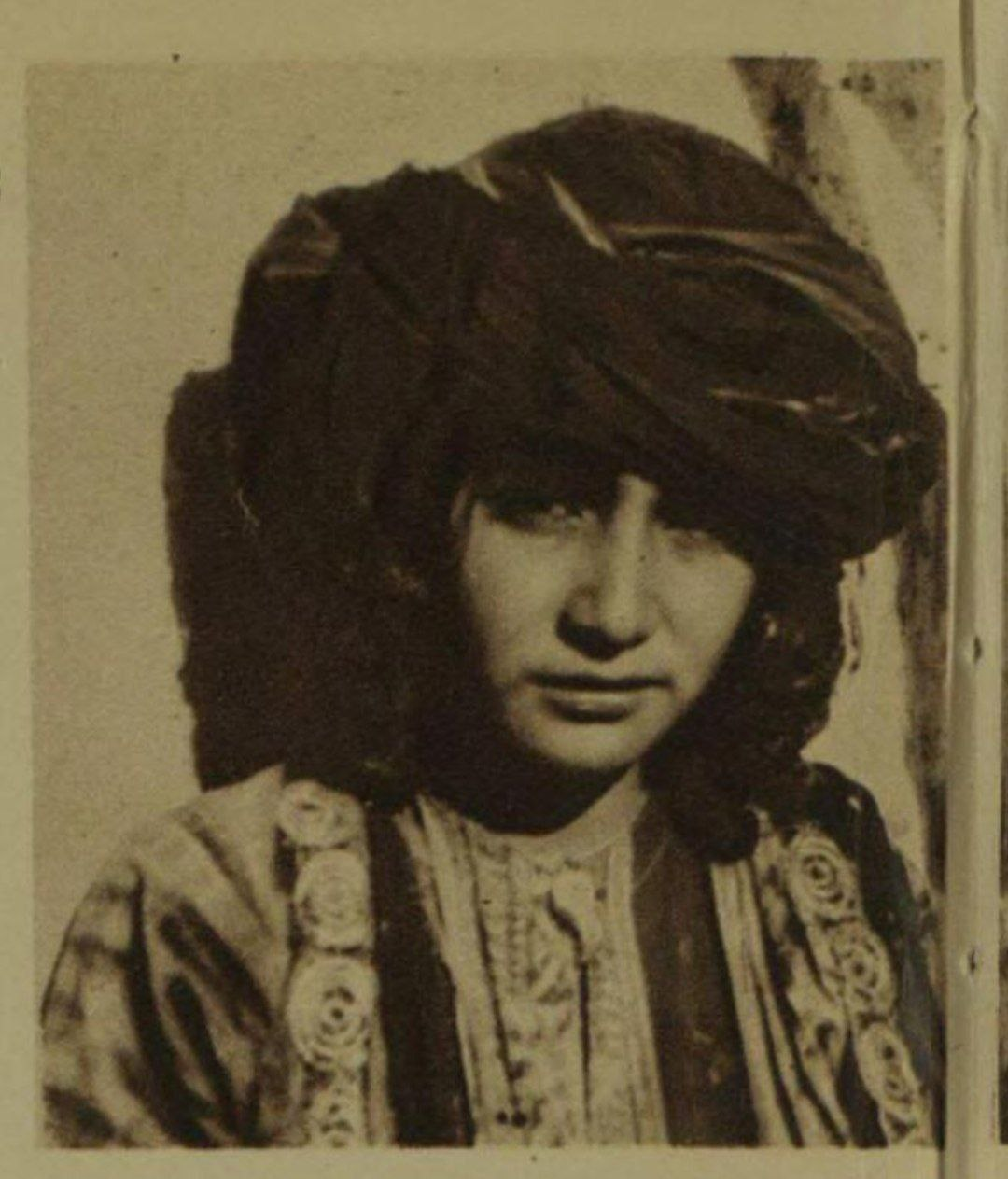
دختر لک با سربند لکی گلونی در نشریه «اخبار مصور لندن Illustrated London News» در سال ۱۹۳۲ (۹۳ سال پیش)

شیوه‌های سنتی بستن گلونی در میان زنان و مردان قوم لک به شماره ۱۶۵۷ در تاریخ ۱۳۹۷/۰۶/۱۸ به‌طور مشترک در بین استان‌های همدان، لرستان، ایلام و کرمانشاه به ثبت ناملموس ملی میراث فرهنگی ناملموس رسید.

## روزِ گُلوَنی
به همت جمعی از دختران خرم‌آبادی، روز ۲۶ اردیبهشت به عنوان روز گلونی نام‌گذاری شده‌است. قرار است هر ساله در بهار و تا ۲۶ اردیبهشت دختران غرب ایران با به سر کردن گلونی، این پوشش اصیل و زیبا را به دیگران معرفی کنند. بسیاری از دختران  لر اعم از معلمان، استادان، روزنامه‌نگاران، دانشجویان و فعالان فرهنگی جزو حامیان این حرکت هستند.